# Ke Huy Quan
Ke Huy Quan (Saigon, 20 agosto 1971) è un attore vietnamita naturalizzato statunitense.
È noto per aver interpretato Short Round in Indiana Jones e il tempio maledetto (1984) e Richard "Data" Wang ne I Goonies (1985). Nel 2023 ottiene il plauso della critica per l'interpretazione nella pellicola Everything Everywhere All at Once, per il quale si è aggiudicato l'Oscar al miglior attore non protagonista, un Golden Globe, due Screen Actors Guild Awards e un Critics' Choice Award, oltre che una nomination al Premio BAFTA.

## Biografia
Quan Kế Huy è nato a Saigon, nel Vietnam del Sud, dove ha vissuto fino all'età di 4 anni, da una famiglia di origine cinese. Il 30 aprile 1975 l'Armata della Repubblica del Vietnam del Sud fu sconfitta durante la caduta di Saigon e la sua famiglia fu costretta a lasciare la madrepatria, chiedendo asilo politico negli Stati Uniti.
Primo attore bambino di origine asiatica ad ottenere successo nel cinema americano, cominciò la sua carriera a 12 anni, recitando al fianco di Harrison Ford nel ruolo di Short Round in Indiana Jones e il tempio maledetto (1984). Subito dopo esser stato ingaggiato per il ruolo che gli fece vincere il prestigioso Young Artist Award, la famiglia cambiò il suo nome in Ke Hui, con il quale appare nei crediti del film di Spielberg. L'altro ruolo di grande successo della sua carriera fu nel film del 1985 I Goonies nel quale interpretò il ruolo di Data, l'inventore del gruppo. Nel 1986, sull'onda del successo, apparve nei panni di un piccolo ladruncolo nel film taiwanese It Takes a Thief e l'anno successivo nel film giapponese Passengers con la cantante e star giapponese Minako Honda.
Nel 1986-1987 interpretò il ruolo di Sam, un ragazzino adottato in una famiglia americana, nella serie televisiva Together We Stand. Da giovane attore fu Jasper Kwong, nella quinta stagione (1991) della sitcom Segni particolari: genio. Sempre nel 1991 è apparso nel film Breathing Fire e nel 1992 ebbe un cameo nel film Il mio amico scongelato a fianco di Brendan Fraser e Sean Astin con il quale aveva già lavorato ne I Goonies. Nel 2002 recitò nel film cinese Second Time Around al fianco di Ekin Cheng e di Cecilia Cheung.
Dopo diciannove anni di assenza, nel 2021 è tornato a recitare sul grande schermo nel film Alla scoperta di 'Ohana, mentre l'anno seguente ha interpretato Waymond Wang in Everything Everywhere All at Once, ruolo per il quale è stato premiato con l'Oscar al miglior attore non protagonista, un Golden Globe, due Screen Actors Guild Awards e un Critics' Choice Award, oltre che una nomination al Premio BAFTA. A settembre 2022 si è unito al cast della seconda stagione di Loki, serie televisiva in onda su Disney+.

## Vita privata
Laureatosi alla University of Southern California nella School of Cinematic Arts, parla fluentemente quattro lingue, ossia vietnamita, cantonese, mandarino ed inglese. Avendo studiato taekwondo con il Maestro Philip Tan sul set di Indiana Jones e il tempio maledetto ed essendosi appassionato a tale disciplina, divenne discepolo del Maestro Tao-liang Tan, con il quale affinò e migliorò la sua tecnica di combattimento. Grazie ai suoi studi sul taekwondo ha lavorato come coreografo degli stunt per i film X-Men e The One.

## Filmografia

### Attore

#### Cinema
- Indiana Jones e il tempio maledetto (Indiana Jones and the Temple of Doom), regia di Steven Spielberg (1984)
- I Goonies (The Goonies), regia di Richard Donner (1985)
- It Takes a Thief, regia di Lin Chang-Shi (1986)
- Passenger (パッセンジャー 過ぎ去りし日々), regia di Seiji Izumi (1987)
- Uniti per vincere (Breathing Fire), regia di Lou Kennedy (1991)
- Il mio amico scongelato (Encino Man), regia di Les Mayfield (1992)
- Red Pirate (紅海盜/飛虎奇兵), regia di Chen Chi-hwa (1996)
- Second Time Around, regia di Jeffrey Liu (2002)
- Alla scoperta di 'Ohana (Finding 'Ohana), regia di Jude Weng (2021)
- Everything Everywhere All at Once, regia di Daniel Kwan e Daniel Scheinert (2022)
- The Electric State, regia di Anthony e Joe Russo (2025)
- Colpi d'amore (Love Hurts), regia di Jonathan Eusebio (2025)

#### Televisione
- Together We Stand – serie TV, 19 episodi (1986-1987)
- Segni particolari: genio (Head of the Class) – serie TV, 25 episodi (1991)
- I racconti della cripta (Tales from the Crypt) – serie TV, episodio 5x03 (1991)
- The Big Eunuch and the Little Carpenter (大太監與小木匠) – serie TV (1993)
- American Born Chinese – serie TV, 8 episodi (2023)
- Loki – serie TV, 6 episodi (2023)
- The White Lotus – serie TV, episodio 3x02 (2025) - voce

### Doppiatore
- Kung Fu Panda 4, regia di Mike Mitchell (2024)
- Zootropolis 2 (Zootopia 2), regia di Jared Bush, Byron Howard e Josie Trinidad (2025)

## Riconoscimenti
- Premio Oscar
  - 2023 – Miglior attore non protagonista per Everything Everywhere All at Once
- Golden Globe[5]
  - 2023 – Miglior attore non protagonista per Everything Everywhere All at Once
- Premio BAFTA
  - 2023 – Candidatura al miglior attore non protagonista per Everything Everywhere All At Once
- Critics' Choice Awards
  - 2023 – Miglior attore non protagonista per Everything Everywhere All at Once[6]
  - 2024 – Candidatura al miglior attore non protagonista in una serie drammatica per Loki
- Gotham Independent Film Awards
  - 2022 – Miglior interpretazione non protagonista per Everything Everywhere All at Once[7]
- Screen Actors Guild Award[8]
  - 2023 – Miglior attore non protagonista cinematografico per Everything Everywhere All at Once
  - 2023 – Miglior cast cinematografico per Everything Everywhere All at Once

## Doppiatori italiani
Nelle versioni in italiano delle opere in cui ha recitato, Ke Huy Quan è stato doppiato da:
- Francesco Pezzulli ne I Goonies, Everything Everywhere All at Once
- Giuppy Izzo in Indiana Jones e il tempio maledetto
- Stefano Billi in Loki
- Andrea Lavagnino in American Born Chinese
- Raffaele Palmieri in The Electric State
- Nanni Baldini in Colpi d'amore

Da doppiatore è sostituito da:
- Francesco Pezzulli in Kung Fu Panda 4
- Raffaele Palmieri in The Electric State (P.C.)